# Legio II Augusta
Legia II. Augusta byla jednotkou římské armády. Jednotka byla založena císařem Augustem (63 př. n. l. – 14 n. l.) a účastnila se bojů v severním Španělsku a v Germánii, také vylodění v Británii a invaze do Skotska. Znakem jednotky byl kozoroh a Mars. Legie byla jako jedna z posledních v roce 407 n. l. stažena z Británie, ze stejné oblasti jako se v Británii vylodila.

## Kampaně

### Španělsko
První nasazení v rámci kampaní bylo na severu Španělska, kdy se legie zúčastnila bojů v rámci Cantabrianské války. Legie založila město Cartenna. V roce 19 př. n. l. Augustus vyhrál a jednotka začala plnit úkoly v rámci upevnění moci v regionu.

### Germánie
Po zničení Legio XIX v bitvě v Teutoburgském lese se do Germánie přesunula Legie II Augusta. Byla umístěna do města Argentorate (dnešní Štrasburk). Legie se zúčastnila Germanikovy kampaně, proti místním kmenům. Jednotka se taky zúčastnila bojů proti povstání Julia Sacrovira a Julia Flora.

### Británie
Legie byla umístěna ve Štrasburku. Legie byla jednou ze čtyř legií, které se účastnily vylodění v Británii. Legie bojovala např. v bitvě o Mons Grapius. Během roku čtyř císařů se legie nejdříve přidala na stranu Otha, po jeho porážce se legie přidala na stranu Vetelliuse. Poté se legie vrátila zpět do Británie a byla dislokována do Skotska. V Británii legie založila město Exeter.

### Poslední zmínky
Jedna z posledních zmínek pochází z roku 208 n. l., kdy jednotka byla dislokována do Skotska. Poslední zmínka je datována okolo roku 430 n. l.

## Významné osobnosti
| Jméno                     | Funkce           |
| ------------------------- | ---------------- |
| Titus Flavius Vespasianus | legatus legionis |
| Gnaeus Julius Agricola    | tribunus         |

## V populární kultuře
- Stephen R. Lawhead Grail
- Simon Scarrow prvních pět knih hlavní hrdinové slouží v Legii II. Augusta.